# Max Chilton
Max Alexander Chilton (21 d'abril de 1991, Reigate, Surrey, Anglaterra, Regne Unit) és un pilot britànic d'automobilisme de velocitat.
Vers la fi de 2012, Marussia F1 Team anuncia la seva contractació com a pilot provador i va debutar en els entrenaments lliures del Gran Premi d'Abu Dhabi, a més de participar en els tests de joves pilots amb l'escuderia russa (com havia fet un any abans amb Force Índia).
L'any 2013 debutà en el mundial de Fórmula 1 amb l'escuderia Marussia F1 Team. Tot i acabar l'últim a la classificació general, va ser l'únic pilot de la graella que no va patir un abandonament en tota la temporada, fet que va constituir un rècord en un pilot novell.